# Décès en 1993
Décès
- 1989
- 1990
- 1991
- 1992
- 1993
- 1994
- 1995
- 1996
- 1997

Cet article présente une liste de personnalités mortes au cours de l'année 1993 dont la date de décès précise est inconnue.
La liste des personnes référencées dans Wikipédia est disponible dans la page de la Catégorie:Décès en 1993

Les mois de l'année font l'objet de listes spécifiques :

## Date précise inconnue
- Edith van der Aa, peintre néerlandaise (° 6 octobre 1959).
- Aziz Abou Ali, peintre et graveur marocain (° 1935).
- Norbert Benoit, cinéaste, peintre et chansonnier (° 1910).
- Siddiq Koya, avocat et homme politique fidjien (° 1924).
- Nguyen Gia Tri, peintre de figures et laqueur vietnamien (° 1908).